# Димостенус, Василис
Василис Димостенус (греч. Βασίλης Δημοσθένους; 27 марта 2000) — кипрский футболист, полузащитник клуба «Неа Саламина».

## Биография

### Клубная карьера
Профессиональную карьеру начинал в клубе «Арис» (Лимасол). В его составе провёл единственный матч в чемпионате Кипра 13 января 2018 года против АЕК Ларнака, в котором вышел на замену на 80-й минуте вместо Андреаса Франгоса. В августе того же года подписал контракт с клубом «Риети», в котором провёл около полугода и сыграл один матч в итальянской Серии С. В феврале 2019 перешёл в пражскую «Олимпию». Уже летом вернулся на Кипр и до конца года был в составе «Доксы» из Катокопиа, затем перебрался в клуб «Неа Саламина».

### Карьера в сборной
В 2018 году привлекался к матчам юношеской сборной Кипра (до 19 лет).